# Photometrie
Mit Photometrie oder Fotometrie (altgriechisch φῶς phṓs, deutsch ‚Licht‘ und μετρεῖν metreín, deutsch ‚messen‘) werden Messverfahren im Wellenlängenbereich des sichtbaren Lichtes mit Hilfe eines Photometers bezeichnet.

## Teilgebiete
Die Photometrie ist ursprünglich ein Teilgebiet der Physik beziehungsweise der Chemie, Astronomie und der Fotografie, inzwischen aber eine reguläre Ingenieurwissenschaft. Sie wird beispielsweise in der Photovoltaik oder auch bei der Herstellung von Anzeigen für die industrielle Messtechnik zur Qualitätssicherung und Qualitätskontrolle ständig weiterentwickelt. Sie ist Standardmethode bei der Entwicklung von optischen Technologien wie der Lasertechnik, ebenso wie die verwandte Kolorimetrie.
Darüber hinaus findet die Photometrie besonders auch in der (bio-)chemischen und medizinischen Analytik Verwendung. Sie erlaubt den qualitativen und quantitativen Nachweis ebenso wie die Verfolgung der Dynamik chemischer Prozesse von strahlungsabsorbierenden chemischen Verbindungen.
Eine Messung der Extinktion über verschiedene Wellenlängen wird als Spektroskopie bezeichnet, z. B. die UV/VIS-Spektroskopie oder die Infrarotspektroskopie. Eine aufgezeichnete Messung bei verschiedenen Wellenlängen wird als Spektrum bezeichnet. Eine UV-Fluoreszenz in einer Probe kann bei ungefiltertem eingestrahltem Licht zu Messfehlern im sichtbaren Bereich der Strahlung führen, weshalb ein Filter, Prisma oder Beugungsgitter zur Begrenzung der Wellenlängenbereiche des eingestrahlten Lichts verwendet werden kann. Ebenso ist von Bedeutung, Strahlungsfunktionen und spektrale Abhängigkeiten von Materialien zu kennen. Aus diesem Grund werden auch spektrale Messungen durchgeführt. Die Verallgemeinerung der Photometrie auf das gesamte elektromagnetische Spektrum (Radio- bis Gammastrahlung) nennt man Radiometrie.

### Transmissionsmessungen

Photometrische Messung eines grünen Teilchens in einer Lösung

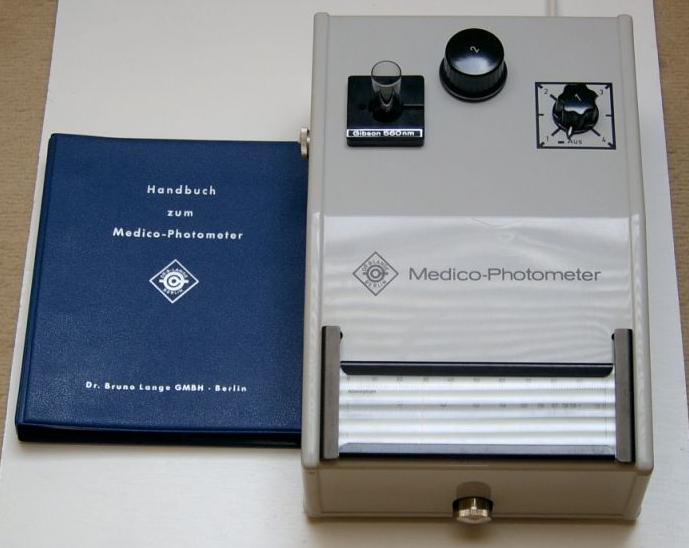
Älteres Photometer für medizinische Zwecke, aber auch in der chemischen Analytik einsetzbar

Absorption und Farbe einer Flüssigkeit oder eines transparenten Festkörpers hängen von der stofflichen Zusammensetzung und der Konzentration ab. Mit der Photometrie werden mithilfe des sichtbaren Lichtes die Konzentrationen von farbigen Lösungen bestimmt.
Die Messung wird in einem speziellen Probegefäß, der sogenannten Küvette, durchgeführt.
Bestrahlt man die Lösung eines absorbierenden Stoffes mit Licht, hängt die durchtretende Intensität (benötigt wird ein möglichst linear arbeitender Detektor) von den im Allgemeinen wellenlängenabhängigen Absorptionseigenschaften des Stoffes, der Konzentration und der Länge des Lichtweges in der Lösung ab. Diese Gesetzmäßigkeit wird durch das Lambert-Beersche Gesetz beschrieben. Um dieses Gesetz anzuwenden, wird das in einem schmalen Wellenlängenbereich für verschiedene bekannte und unbekannte Konzentrationen gemessene Intensitätssignal I logarithmisch gegen die Konzentration c aufgetragen. Es entsteht eine Gerade, an der die unbekannten Konzentrationen abgelesen werden können.
Ein Photometer erledigt diese Interpolation rechnerisch: Die Intensitäten werden durch den Achsenabschnitt I(c=0) geteilt (→ Transmissionsgrad) und logarithmiert (→ Extinktion). Die Extinktion ist proportional zur Konzentration.
Sind mehrere absorbierende Spezies in der Lösung vorhanden, so wird ein Wellenlängenbereich gewählt, der von der zu bestimmenden Spezies absorbiert wird, nicht jedoch von anderen Bestandteilen. Manche Substanzen, die keine oder nur geringe Absorption zeigen, können mit chemischen Mitteln in gut absorbierende Substanzen umgewandelt werden. Beispielsweise lässt sich mit Formaldoxim die Konzentration zahlreicher Metallionen photometrisch bestimmen. Licht mit der ausgewählten Wellenlänge wird mit Filtern, Monochromatoren oder Lasern erzeugt.

### Reflexionsmessungen
Photometrische Untersuchungen betreffen hier vorrangig die Farbbewertung von Oberflächen zur Qualitätssicherung bei der Farbgebung. Es werden kalibrierte, mittels Filtern bei mehreren Wellenlängen messende Photosensoren eingesetzt.
Aus der möglicherweise wellenlängenabhängigen diffusen Reflexion kann auch auf die Oberflächenstruktur geschlossen werden (z. B. DRIFTS).

### Bewertung von Lichtquellen
Die photometrische Bewertung von Lichtquellen erfolgt mittels lichttechnischer Größen wie Lichtstärke, Lichtstrom, Beleuchtungsstärke und Leuchtdichte. Dabei wird mittels Hellempfindlichkeitskurven die Empfindlichkeit des menschlichen Auges berücksichtigt. Durch die V-Lambda-Kurven für photopisches und skotopisches Sehen können aus radiometrischen Einheiten photometrische Einheiten berechnet werden. Bezogen auf die Lichtstärke als Basiseinheit der Photometrie sieht deren Definition allerdings keinen Bezug zur spektralen Hellempfindlichkeitsfunktion vor.
Eigenschaften wie Farbwiedergabeindex, Farbtemperatur und Lichtfarbe dienen gleichfalls der photometrischen Bewertung von Lichtquellen. Daneben stellen vor allem Abstrahlcharakteristik sowie Wirkungsgrade von Leuchten, Leuchtmitteln und Leuchtdioden eine zweckmäßige Bewertungsgröße dar.

### Astronomie
In der Astronomie gibt es weitere photometrische Systeme, die sich nicht an der Empfindlichkeitskurve des Auges anlehnen, sondern an physikalischen Eigenschaften der Sternspektren.
Die Breitbandphotometriemisst die Stärke der Strahlung über einen weiten Wellenlängenbereich. Die gebräuchlichsten Verfahren messen durch drei oder vier Filter (UBV: Ultraviolet, Blue, Visual, oder uvby: ultraviolet, violet, blue, yellow) und bestimmen hieraus die Parameter eines Sterns (Spektraltyp). Die Magnitudendifferenzen der einzelnen Filtermessungen werden als Farben bezeichnet, U-B oder B-V, die oft als Farben-Helligkeits-Diagramm aufgetragen werden (siehe auch Farbindex).
In der Schmalbandphotometriewerden nur Bereiche einzelner Spektrallinien gemessen, um deren Stärken zu bestimmen, ohne ein Spektrum aufzunehmen, was weit aufwändiger wäre. Dies funktioniert jedoch nur bei starken Absorptionslinien und Linienemissionsspektren ohne (starken) kontinuierlichen Anteil wie zum Beispiel die Spektren planetarischer Nebel.
Die Astronomie benutzt aus historischen Gründen als Einheit die Magnitude.

## Historisches
Die visuelle Photometrie ist Vorläufer der heutigen Photometrie. Pioniere der Chromatographie von Aminosäuren mittels Photometrie waren 1948 Stanford Moore und William Howard Stein.